# Aquí Paz y después Gloria
Aquí Paz y después Gloria (anteriormente He visto un ángel) es una serie de televisión española producida por Producciones Mandarina (Señoras del (h)AMPA) en colaboración con Mediaset España para Telecinco, que se emitió desde el 24 de marzo de 2015 hasta el 10 de agosto de 2015. Está dirigida por Joaquín Llamas, Jaime Botella y María Cereceda y protagonizada por Antonio Resines en el papel de Paco y Ángel, dos hermanos gemelos. Tras bajar la audiencia, la serie fue cancelada. Se ha reemitido durante la primera semana de diciembre del 2017 en el canal temático Factoría de Ficción.

## Historia
La serie sufrió numerosos cambios desde su primera grabación en junio de 2013, el capítulo piloto no le gustó a Mediaset por lo que decidió paralizar el proyecto y cambiar de director, guionistas y actores. En un primer momento la serie se componía por los actores María Barranco, Enrique Villén, Julieta Serrano, Jordi Vilches, Miguel Rellán, Lilian Caro y Elena Rivera, y finalmente fueron sustituidos por Antonio Molero, Mónica Estarreado, Nazaret Jiménez Aragón, César Sarachu y César Camino. Incluso llegaron a cambiar el nombre de uno de dos hermanos gemelos protagonistas, Paco antes se llamaba Daniel. En cambio Ángel mantuvo su nombre. Otro de los cambios fue el nombre de la serie, que se iba a llamar He visto un ángel, pero finalmente se llamó Aquí Paz y después Gloria haciendo un juego de palabras entre la expresión popular y los personajes de la serie Paz (Mónica Estarreado) y Gloria (Nazaret Jiménez Aragón) exnovia y novia respectivamente de Paco (Antonio Resines). Después de casi dos años de cambios, desde junio de 2013, Telecinco decidió estrenar la serie en marzo de 2015.
Pese a un estreno exitoso, superando el 20% de share en su primer capítulo, su audiencia bajó en las semanas siguientes, marcando mínimo en su tercera emisión con un 9,9%. Tras esto se produjeron varios movimientos en la parrilla de Telecinco que propiciaron la retirada temporal de la serie con 4 episodios emitidos (pese a haber subido considerablemente la audiencia en el cuarto episodio titulado "Un minuto de Gloria" centrado en el personaje de Gloria (Nazaret Jiménez Aragón) emitiéndose los restantes en verano.

## Sinopsis
La serie arranca cuando Paco (Antonio Resines), que ha convertido a su sexi secretaria Gloria (Nazaret Jiménez Aragón) en su novia, intenta huir de unos mafiosos a los que debe dinero, estos le roban el pasaporte, por lo que decide robarle el pasaporte a su hermano gemelo Ángel (Antonio Resines), que es párroco en su antiguo barrio. Entra en la casa de Ángel para robarle el pasaporte y la ropa de cura, pero Ángel le sorprende y antes de que pueda explicarle nada, irrumpen los mafiosos, que no son capaces de distinguirlos y deciden llevarse a los dos. Pero durante el camino tienen un accidente en la furgoneta en la que los trasladan por una discusión kafkiana de los mafiosos, lo que provoca que Ángel, el párroco, quede en coma, así que Paco, el estafador, decide usurparle su identidad y se hacerse pasar por él para continuar con su plan de huida a Brasil.
En su nueva vida llega al barrio de su infancia en la que todo son sorpresas. Se reencuentra con su exnovia Paz (Mónica Estarreado) a la que topa tan guapa como antes. También descubre que comparte casa con el Padre Julián (Antonio Molero), un característico sacerdote que de joven adquirió una efímera fama como boxeador, y que Ángel entrena un equipo de baloncesto de extoxicómanos capitaneados por El Morfi (Juan Antonio Lumbreras).

### Desenlace
El 10 de agosto de 2015, se emitió el último capítulo de "Aquí Paz y Después Gloria". Durante todo el capítulo, el verdadero Padre Ángel comienza a dar ligeras señales de vida, reaccionando sobre todo al contacto del pecho de Gloria (Nazaret Jiménez Aragón) que es la primera en darse cuenta de que mueve un dedo. El Obispo Marciano (César Sarachu) intenta reanimarlo por todos los medios. En las últimas escenas del episodio, Saray (Lucía de la Fuente), la hija de Paz (Mónica Estarreado), cree erróneamente que su verdadero padre es un marqués multimillonario. Paz le explica la verdad y es entonces cuando Saray descubre que es hija de Paco, el hermano del Padre Ángel (Antonio Resines). Angustiada por la noticia, se dirige al hospital para ver a su padre y aparece el falso Padre Ángel en la habitación. Tras unos segundos de conversación, el corazón del verdadero Padre Ángel comienza a acelerarse y, repentinamente, el verdadero Padre Ángel abre los ojos, seguido de un fundido en negro.

## Reparto

### Principales
- Antonio Resines como Francisco "Paco" López / Padre Ángel López (Capítulo 1-8).
- Antonio Molero como Padre Julián (Capítulo 1-8).
- Mónica Estarreado como Paz (Capítulo 1-8).
- Nazaret Jiménez Aragón como Gloria  (Capítulo 1-8).
- César Sarachu como Obispo Marciano Martínez Carrión (Capítulo 1-8).
- César Camino como Francisco "Curro" (Capítulo 1-8).
- Malena Gutiérrez como Cuca (Capítulo 1-8).
- Lucía de la Fuente como Saray López (Capítulo 1-8).
- Belén Cuesta como Teresa "Tere" (Capítulo 1-8).
- José Manuel Poga como Roque Sansegundo (Capítulo 1-8).
- Juan Antonio Lumbreras como El Morfi (Capítulo 1-8).
- María Hervás como Melany (Capítulo 1-8).
- Agnes Kiraly como Anka (Capítulo 1-8).
- Christian Valencia como Moss (Capítulo 1-8).
- David Amor como Fermín (Capítulo 1-8).
- Pepo Suevos como Manolo (Capítulo 1-8).

### Antiguos

#### Otros personajes
| Nombre del actor | Personaje              | Breve Reseña | Capítulos |
| ---------------- | ---------------------- | --- | --------- |
| Bea de la Cruz   | Remigia "Remi" Álvarez | Se va con Gloria a Brasil para buscar el dinero que Paco tenía allí, al tiempo Gloria regresa al barrio pero ella se queda en Brasil | 1-4       |

## Música
La música de la serie está compuesta por Julio Tejera

### Cameos
| Nombre del actor      | Personaje               | Breve Reseña                                                                                         | Capítulos |
| --------------------- | ----------------------- | --- | --------- |
| Mamen García          | Jimena                  | Vecina del barrio que se confiesa varias veces                                                       | 1; 3-4; 8 |
| Carmen Esteban        | Carmen "Carmiña"        | Abuela de Remi, fallece debido al nerviosismo y la tensión al descubrir que hay dos personas iguales | 1         |
| David Fernández Ortiz | El destripador de Muxía | Viejo amigo de Remi que es contratado por ella para torturar a Paco                                  | 4         |
| Paco Churruca         | Concejal                | Es el encargado de inaugurar el partido de baloncesto en el que particia el equipo del barrio        | 5         |
| Mariam Hernández      | Pilar                   | Alquilada de Cuca que es contrada por ella para destruir la relación que su hijo Curro tiene con Paz | 6         |
| Luis Mottola          | Federico                | Entrenador de Paz que la ayuda a centrarse en su vida                                                | 7-8       |

## Capítulos
| N.º | Título                | Dirigido por   | Escrito por                                                                           | Fecha de emisión original | Audiencia         |
| --- | --------------------- | -------------- | ------------------------------------------------------------------------------------- | ------------------------- | ----------------- |
| 1   | «Mariscada asesina»   | Joaquín Llamas | Inés París, Joaquín Górriz, Fernando Colomo y Juan Vicente Pozuelo                    | 24 de marzo de 2015       | 3 681 000 (20,7%) |
| 2   | «El dedo en la llaga» | Joaquín Llamas | Inés París, David Planell, Jorge Naranjo, Fernando Colomo y Daniela Fejerman          | 31 de marzo de 2015       | 2 877 000 (16,4%) |
| 3   | «Paga Pichurri»       | Jaime Botella  | Inés París, Joaquín Górriz y Juan Vicente Pozuelo                                     | 7 de abril de 2015        | 1 941 000 (9,9%)  |
| 4   | «Un minuto de Gloria» | Jaime Botella  | Inés París, Jorge Naranjo, Daniela Fejerman, Ernesto Pozuelo y Silvia Pérez de Pablos | 15 de abril de 2015       | 1 854 000 (11,4%) |
| 5   | «Somos un dreamteam»  | María Cereceda | Inés París, Joaquín Górriz y Juan Vicente Pozuelo                                     | 20 de julio de 2015       | 1 211 000 (8,5%)  |
| 6   | «Vade retro, Julián»  | María Cereceda | Inés París, Ernesto Pozuelo, Daniela Fejerman y Silvia Pérez de Pablos                | 27 de julio de 2015       | 886 000 (7,5%)    |
| 7   | «Kung fu Paco»        | Jaime Botella  | Inés París, Joaquín Górriz y Juan Vicente Pozuelo                                     | 3 de agosto de 2015       | 732 000 (6,5%)    |
| 8   | «En olor de santidad» | Joaquín Llamas | Inés París, Joaquín Górriz y Juan Vicente Pozuelo                                     | 10 de agosto de 2015      | 429 000 (6,0%)    |

### Evolución de audiencias
| Temporada | Temporada | Episodio número | Episodio número | Episodio número | Episodio número | Episodio número | Episodio número | Episodio número | Episodio número |
| Temporada | Temporada | 1               | 2               | 3               | 4               | 5               | 6               | 7               | 8               |
| --------- | --------- | --------------- | --------------- | --------------- | --------------- | --------------- | --------------- | --------------- | --------------- |
|           | 1         | 3.681           | 2.877           | 1.941           | 1.854           | 1.211           | 0.886           | 0.732           | 0.429           |